# Ясинский, Роман (врач)
Роман Ясинский (пол.  Roman Jasiński; 1853—1896) — польский врач и публицист, автор множества трудов по медицине.

## Биография
Потомственный дворянин Царства Польского Российской империи герба Злотовонж. Родился в семье нотариуса, деятеля культуры. Внук Якова Ясинского, главного санитарного врача Варшавы.
Изучал медицину в Варшаве, затем в Вене и Париже, работал при клиниках Бильрота, Пеана и Лефора во Франции.
В 1876 г. занял должность ассистента при хирургической клинике в Варшаве. Участник русско-турецкой войны (1877—1878).
Во время войны с турками Р. Ясинский заведывал хирургическим отделением военного госпиталя в Николаеве.
Основатель частного ортопедического института в Варшаве в 1879 г.
В 1883—1885 гг. был редактором журнала «Pamiętnik Towarzystwa lekarskiego Warszawskiego», a с 1887 г. — вторым хирургом при варшавской детской больнице.
Р. Ясинский — автор многочисленных публикаций по своей специальности и по школьной гигиене; наиболее важные работы его напечатаны в «Gazeta lekarska» и «Pamiętnik Tow. lek.»; особенно интересны «Listy о opatrywaniu ran» (1882) и «Wskazania przycynowe do leczenie bocznych skrzywień kręgostupa» (в юбилейной книге проф. Гойера, 1884).